# دیگوکسیژنین
دیگوکسیژنین (به انگلیسی: Digoxigenin) با فرمول شیمیایی C۲۳H۳۴O۵ یک ترکیب شیمیایی با شناسه پاب‌کم ۱۵۴۷۸ است. که جرم مولی آن ۳۹۰٫۵۱ g/mol می‌باشد. 